# Zdeněk Simota
Zdeněk Simota, także Sam Simota (ur. 4 maja 1985 w Prachaticach) – czeski żużlowiec.

## Życiorys
Finalista indywidualnych mistrzostw Europy juniorów (Rybnik 2004 – X miejsce). Finalista drużynowych mistrzostw świata juniorów (Pardubice 2005 – IV miejsce). Finalista indywidualnych mistrzostw świata juniorów (Terenzano 2006 – VIII miejsce). Mistrz Europy w parach (Terenzano 2007). Finalista indywidualnych mistrzostw Europy (Tarnów 2010 – XIII miejsce). 
Indywidualny wicemistrz Czech juniorów (2004). Dwukrotny brązowy medalista indywidualnych mistrzostw Czech (Mšeno 2005, Březolupy 2006). 
Reprezentant Czech w eliminacjach drużynowego Pucharu Świata i cyklu Grand Prix.
W lidze brytyjskiej reprezentant klubów z Reading (2005-2007), Poole (2005) i Peterborough (2008). W Polsce startował w rozgrywkach II ligi, w barwach klubów z Łodzi (2007–2009) i Krosna (2011).